# Briçac
Briçac (en francès Brissac) és un municipi occità del Llenguadoc, situat al departament de l'Erau i a la regió d'Occitània.

## Geografia

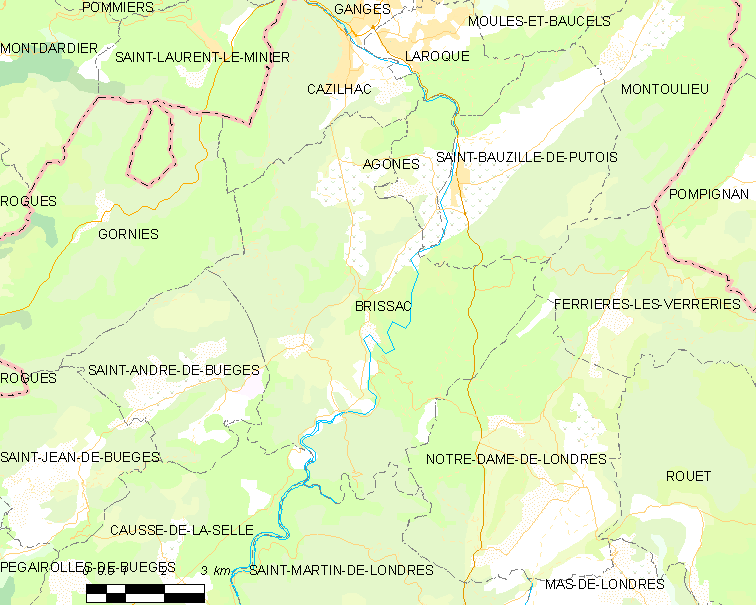

Brissac està situat a la vall de l'Avèze (flumine acquae d'Aveza el 1271), un petit afluent de l'Hérault.

## Monuments
- Castell, del segle xi, pertanyia als senyors de Ganges.
- Església.